# 松本剛吉

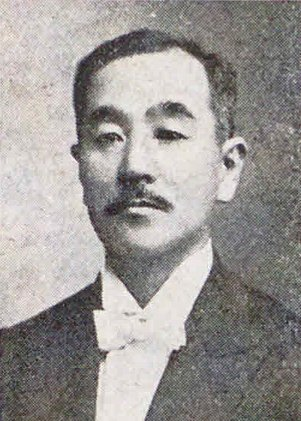
松本剛吉

松本 剛吉（まつもと ごうきち、文久2年8月8日（1862年9月1日） – 昭和4年（1929年）3月5日）は、衆議院議員、貴族院議員。旧名は松元剛吉。『松本剛吉政治日誌』で知られる。

## 経歴
丹波国氷上郡柏原町（現在の兵庫県丹波市）に、今井源左衛門の四男として生まれ、松元十兵衛の養子となった。中村正直の同人社に学んだ。1884年（明治17年）に、神奈川県警部に任命され、埼玉県警部、逓信属を歴任し、1894年（明治27年）に退官した。その後、第1次大隈内閣で林有造逓信大臣の秘書官となり、第4次伊藤内閣でも林農商務大臣の秘書官を務めた。
1904年（明治37年）、第9回衆議院議員総選挙に出馬し、当選。以後、当選回数は4回を数えた。寺内内閣では田健治郎逓信大臣の秘書官に就任し、田が台湾総督に転ずると総督秘書官を務めた。
1927年（昭和2年）8月18日、貴族院議員に勅選され、研究会に所属して死去するまで在任した。
その他、徴兵保険株式会社取締役、東京鉄道株式会社取締役などを務めた。

## 『松本剛吉政治日誌』
松本は政界の表裏に詳しく、山縣有朋・西園寺公望・原敬らと交遊し彼らの情報係を務めた。1912年（大正元年）から1928年（昭和3年）にわたる日誌全文は、没後の1959年に『大正デモクラシー期の政治 : 松本剛吉政治日誌』（岡義武・林茂校訂、岩波書店）が刊行され、『原敬日記』、『原田熊雄日記』と並ぶ、大正・昭和戦前期の政界を知る基本史料となっている。
他に『松本剛吉自伝『夢の跡』』（復刻「尚友ブックレット」芙蓉書房出版、2012年。尚友倶楽部史料調査室編）がある。また日誌と同時期（1912年〜1929年）の松本宛書簡は、国立国会図書館憲政資料室に寄贈され、「松本剛吉関係資料」としてマイクロフィルムの形で公開されている。

## 栄典
位階
- 1929年（昭和4年）3月5日 - 正五位